# Reeb-Blätterung
In der Mathematik ist die Reeb-Blätterung eine spezielle Blätterung des Volltorus, benannt nach Georges Reeb.

## Konstruktion

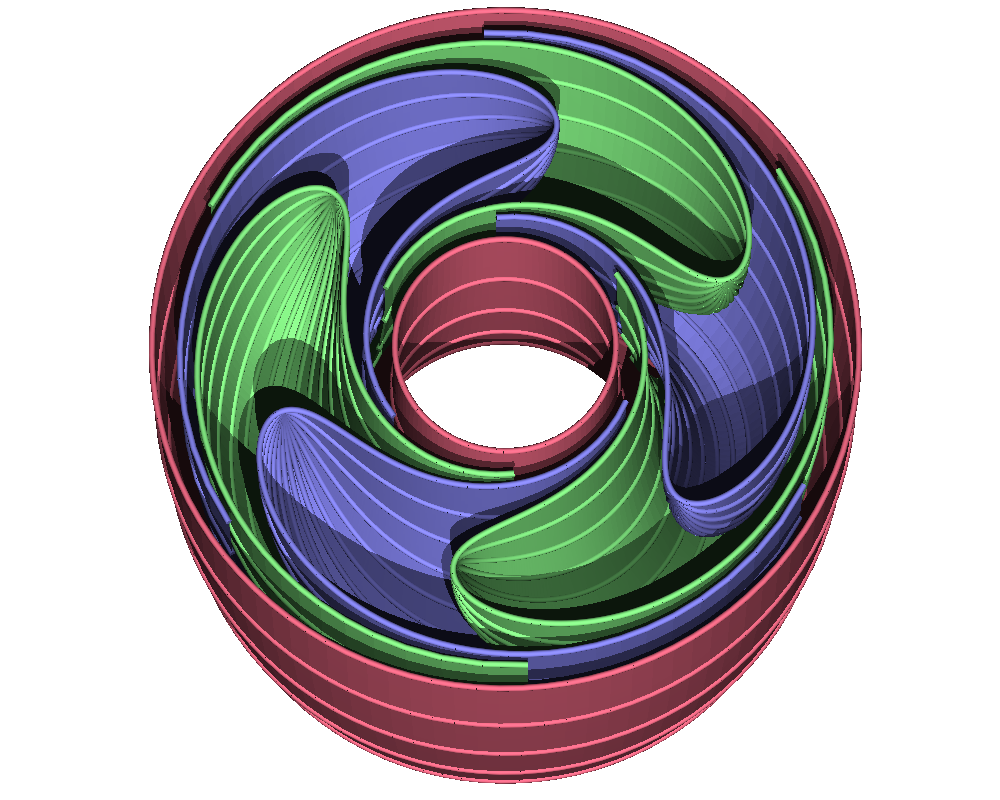
Querschnitt durch eine Reeb-Blätterung.

Definiere eine Submersion
{\displaystyle f:D^{2}\times {\mathbb {R} }\rightarrow {\mathbb {R} }}
durch
{\displaystyle f\left(x,t\right):=\left(|x|^{2}-1\right)e^{t},}
wobei {\displaystyle D^{2}} die 2-dimensionalen Kreisscheibe ist.  Die Niveaumengen dieser Submersion bilden eine Blätterung von {\displaystyle D^{2}\times {\mathbb {R} }}. Diese ist invariant unter der durch
{\displaystyle \left(x,t\right)\mapsto \left(x,t+n\right)} für {\displaystyle \left(x,t\right)\in D^{2}\times {\mathbb {R} },n\in {\mathbb {Z} }}
gegebenen {\displaystyle \mathbb {Z} }-Wirkung, weil {\displaystyle f(x,t+n)=c_{n}f(x,t)} mit der von {\displaystyle x,t} unabhängigen Konstanten {\displaystyle c_{n}=e^{n}} ist.
Die induzierte Blätterung des Volltorus {\displaystyle D^{2}\times S^{1}\cong \left(D^{2}\times {\mathbb {R} }\right)/{\mathbb {Z} }}
heißt Reeb-Blätterung. Der berandende Torus
{\displaystyle T^{2}\cong \partial (D^{2}\times S^{1})}
ist ein Blatt dieser Blätterung (die Niveaumenge {\displaystyle f=0}).

## Reeb-Komponenten
Man sagt, eine Blätterung {\displaystyle {\mathcal {F}}} einer 3-Mannigfaltigkeit {\displaystyle M} habe eine Reeb-Komponente, wenn es einen eingebetteten Volltorus
{\displaystyle D^{2}\times S^{1}\subset M}
gibt, so dass die Einschränkung von {\displaystyle {\mathcal {F}}} auf {\displaystyle D^{2}\times S^{1}} homöomorph zur Reeb-Blätterung ist.

### Beispiel: Reeb-Blätterung der 3-Sphäre
Die 3-dimensionale Sphäre erhält man durch Verkleben zweier Volltori, siehe Standard-Heegaard-Zerlegung der 3-Sphäre. Die Reeb-Blätterung der 3-Sphäre erhält man durch die Reeb-Blätterungen der beiden Volltori.

### Existenz von Blätterungen auf 3-Mannigfaltigkeiten
Nach einem Satz von Lickorish erhält man jede geschlossene, orientierbare 3-Mannigfaltigkeit durch Dehn-Chirurgie an einer Verschlingung in der 3-Sphäre. Man kann diesen Satz benutzen, um auf jeder geschlossenen, orientierbaren 3-Mannigfaltigkeit Blätterungen mit Reeb-Komponenten zu konstruieren.
Dagegen besitzen nicht alle geschlossenen, orientierbaren 3-Mannigfaltigkeiten Blätterungen ohne Reeb-Komponenten.
Sogenannte straffe Blätterungen (engl.: taut foliations) besitzen keine Reeb-Komponenten.

## Eigenschaften
Die Reeb-Blätterung ist {\displaystyle C^{\infty }}, aber nicht analytisch.
Ihr Blattraum ist nicht Hausdorffsch.